# Patrizia Panico
Patrizia Panico (Rome, 8 februari 1975) is een Italiaans ex-voetbalster, die in een tijdsspanne van zeventien jaar veertien keer topschutter werd in de Serie A (een record). Met 110 doelpunten voor de Italiaanse nationale ploeg is ze ook daar recordhoudster. In 2015 werd ze, als tweede vrouw na Carolina Morace, opgenomen in de Hall of Fame van het Italiaans voetbal.

## Spelerscarrière
Panico maakte haar debuut in de Serie A in 1993, maar was drie jaar lang weinig succesvol bij Lazio. Pas na haar overstap naar Modena wist ze een eerste keer potten te breken: onder de hoede van Morace wist ze in 1998 een eerste titel te winnen en scoorde 29 keer in 28 wedstrijden. Haar eerste titel van topschutter behaalde ze het seizoen erna, terug bij Lazio, en die wist ze meteen drie keer te verlengen (2000 tot 2002). Haar laatste seizoen bij die club en de doorgang bij Milan waren geen succes, maar in de periode 2004-2009 won ze bij Torino en Bardolino vijf topschutterstitels en (met Bardolino) drie Italiaanse kampioenschappen, twee bekers en drie Supercups. Bovendien werd ze in 2008 ook topschutter in de UEFA Women's Champions League.
In 2010 maakte Panico de overstap naar Sky Blue FC in de Amerikaanse Women's Professional Soccer. Daar kwam ze echter amper aan spelen en helemaal niet tot scoren toe. De terugkeer naar Italië, bij Torres, gebeurde echter allerminst in mineur: bij de club haalde ze in vier seizoenen drie titels, een beker, drie supercups en vier titels van topschutter. Ook bij Torres werd ze één keer, in 2013, topschutter van de Champions League.
Haar laatste twee seizoenen maakte Panico vol bij Verona (titel, topschutter en toevoeging in de Hall of Fame in 2014/15) en Fiorentina. Na een relatief teleurstellend seizoen, zonder prijs en 'slechts' 20 goals in 21 wedstrijden zette ze haar carrière stop.

### Nationale ploeg
Patrizia Panico debuteerde als 19-jarige bij de Italiaanse nationale ploeg in een wedstrijd tegen Portugal, waarin ze meteen scoorde. Ze deed mee aan vijf EK's (1997, 2001, 2005, 2009 en 2013) en één WK (1991). Verder dan een tweede plaats op het EK 1997 en een kwartfinale de andere vijf tornooien geraakte ze echter niet. Wel stelde ze het doelpuntenrecord van Carolina Morace scherper van 105 tot 110.

## Trainerscarrière
Na haar afscheid bij Fiorentina stapte Panico in het trainersvak. Ze werd meteen assistent-trainer bij de Italiaanse nationale ploeg voor jongens onder de 16 jaar.

## Erelijst
Kampioen van Italië: 10x (1998, 2002, 2007, 2008, 2009, 2010, 2011, 2012, 2013, 2015)
Bekerwinnaar: 5x (1999, 2003, 2007, 2009, 2011)
Supercup: 8x (1998, 2007, 2008, 2009, 2010, 2011, 2012, 2013)
Italiaans topschutter: 14x (1999, 2000, 2001, 2002, 2005, 2006, 2007, 2008, 2009, 2011, 2012, 2013, 2014, 2015)
Topschutter in de UEFA Women's Champions League: 2x (2008, 2013)